# 카로이 줄러

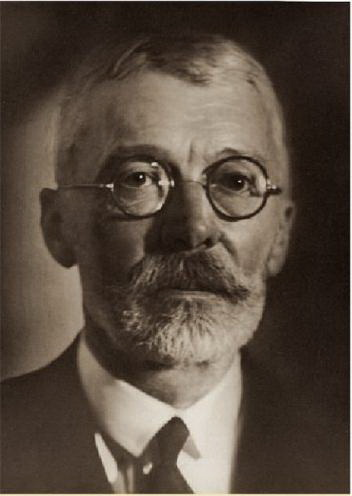
카로이 줄러

카로이 줄러(헝가리어: Károlyi Gyula, 1871년 5월 7일 니르벅터(Nyírbakta, 현재의 벅털로란타저(Baktalórántháza)) ~ 1947년 4월 23일 부다페스트)는 헝가리의 보수주의 정치인이다. 1919년 5월 5일부터 7월 12일까지, 1931년 8월 24일부터 1932년 10월 1일까지 헝가리의 총리로 재직했다.